# Sarah Winnemucca

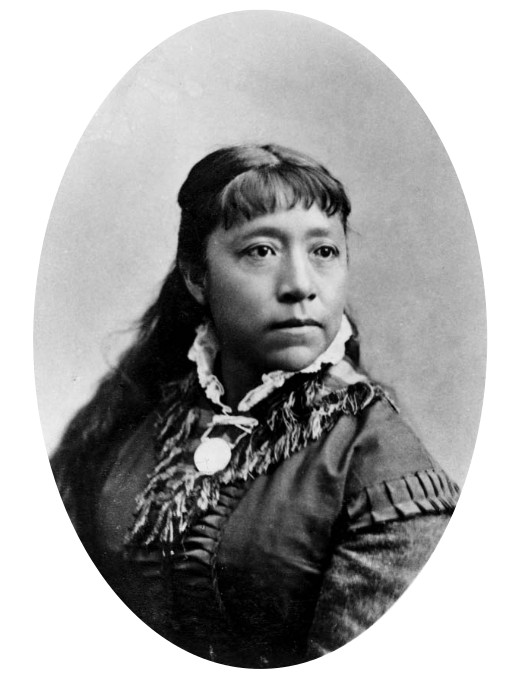
Sarah Winnemucca, ca. 1879 – 1880

Sarah Winnemucca (* 1844 in Nevada als Thocmetony; † 17. Oktober 1891 in Idaho) war eine US-amerikanische Menschenrechtsaktivistin und Schriftstellerin. Als gebürtige Häuptlingstochter der Nördlichen Paiute, die mehrere Jahre bei weißen Siedlern lebte, versuchte sie zeit ihres Lebens zwischen den beiden Völkern zu vermitteln, die Paiute zu unterrichten und ihre Diskriminierung zu beenden. Ihr Buch Life Among the Paiutes: Their Wrongs and Claims aus dem Jahr 1883 gilt als das erste Werk einer indianischen Autorin. Auch ist sie die erste Indianerin, die sich ein Urheberrecht sichern konnte. Nach ihr ist der Venuskrater Winnemucca benannt.

## Leben

### Jugend und Ausbildung

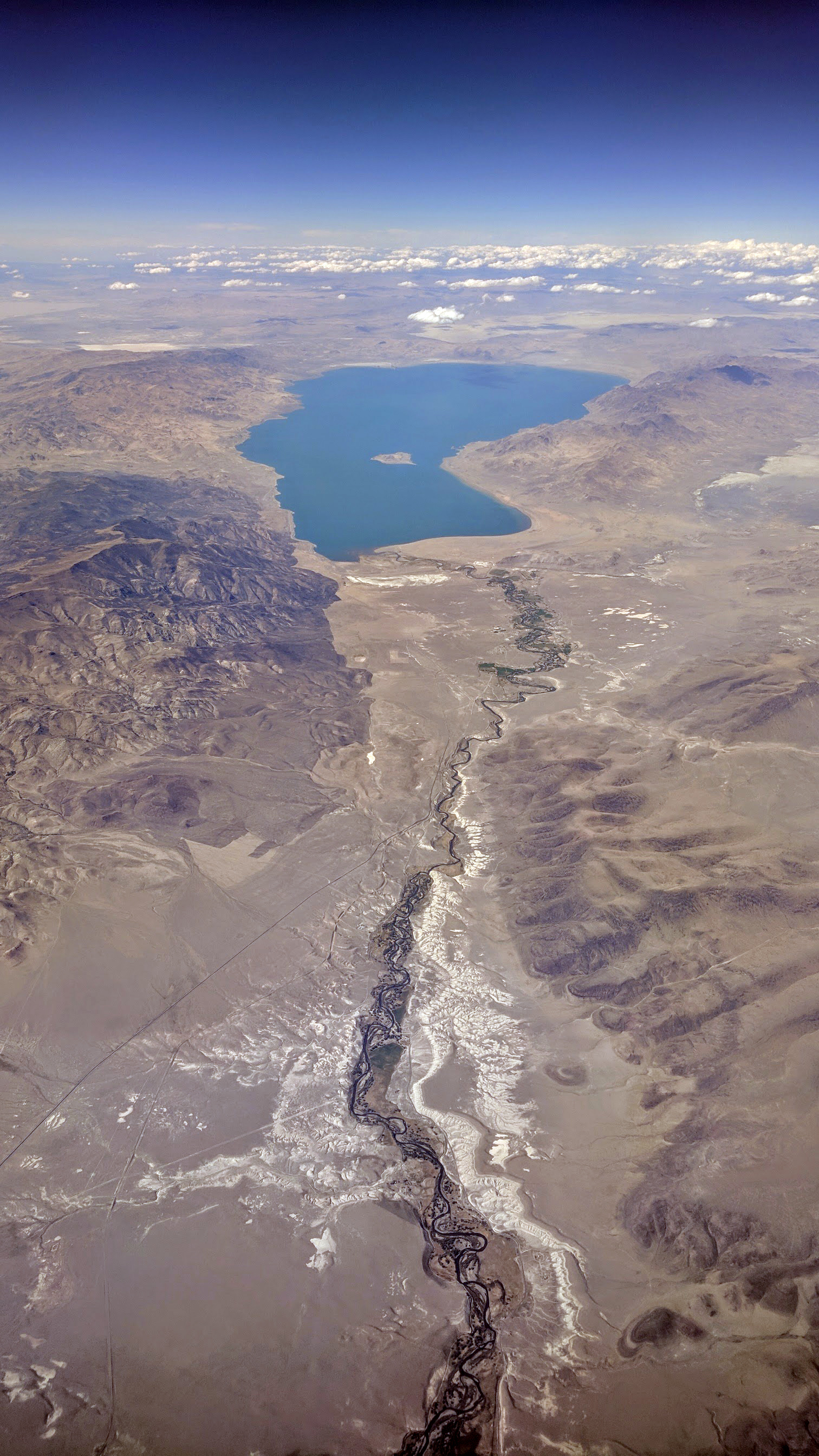
Mündung des Truckee River in den Pyramid Lake aus der Luft

Sarah Winnemucca wurde unter dem Namen Thocmetony (deutsch: Schildblume) in den Stamm der Nördlichen Paiute geboren. Ihr Geburtsort befand sich nahe des Lake Humboldt im westlichen Nevada, allerdings lebte ihre Sippe den größten Teil des Jahres an der Mündung des Truckee River in den Pyramid Lake. Sie bezeichneten sich selbst als „Kuyuidika-a“ (deutsch: „Saugkarpfen-Esser“) nach dem Fisch, von dem sie sich hauptsächlich ernährten.
Ihre Mutter Tuboitonie war die Tochter des Häuptlings Truckee (auch Tru-ki-zo), nach dem der Truckee River benannt wurde. Er war ein Freund des Forschers John C. Frémont und führte weiße Expeditionen in den Westen nach Kalifornien. Vom Kontakt mit den Weißen erhoffte er sich neues Wissen und eine friedliche Koexistenz. Thocmetonys Vater Poito war ein gebürtiger Shoshone, der in den Stamm eingeheiratet hatte und später unter dem Namen Winnemucca (deutsch: Geber spiritueller Geschenke) Häuptling werden sollte. Im Stamm hatte er das Amt eines Schamanen inne, der Mythen erzählte, Prophezeiungen aussprach und die Paiute bei der Jagd auf Antilopen unterstützte. Nach ihm wurde die Stadt Winnemucca benannt, und seine Tochter sollte später seinen Namen als ihren Nachnamen wählen. Von ihren Geschwistern sind ihr älterer Bruder Tom, ihre ältere Schwester Mary, ihr Bruder Natchez, ihre jüngere Schwester Elma und ihr Bruder Lee namentlich bekannt.
Während des kalifornischen Goldrausches strömten unzählige Siedler in den Westen, und es kam zu mehreren Konflikten zwischen ihnen und den Paiute. Einmal, auf der Flucht vor Weißen, konnten die vierjährige Thocmetony und ihre Cousine mit den Erwachsenen nicht Schritt halten. Ihre Mutter Tuboitonie grub hastig eine Grube in den Sand, ließ die Kinder hineinsteigen und bedeckte sie mit Sand und Beifuß, bevor sie selbst flüchtete. Die für sie farblos aussehenden Fremden erinnerten Thocmetony an die Geistergeschichte von der weißen Kannibaleneule und sie war überzeugt, dass sie sie fressen würden. Erst bei Nachteinbruch wurden sie von den Erwachsenen geborgen.
Ihr Großvater Truckee erkannte, dass die Weißen den Paiute zahlenmäßig und in der Bewaffnung überlegen waren, und reiste zwischen 1850 und 1851 mit einigen Stammesmitgliedern nach Kalifornien, um die weiße Kultur kennenzulernen. Auf dieser Reise vergiftete sich die sechsjährige Sarah mit Toxicodendron und wurde von einer weißen Frau gepflegt, was ihr half, ihre Angst vor den Fremden zu überwinden. Für mehrere Monate arbeitete die Familie auf einer Ranch, wo Sarah ihre ersten Brocken Englisch und Spanisch erlernte. Dennoch kam es auch hier zu Übergriffen durch weiße Cowboys, die ihre Schwester Mary sexuell belästigten. Nach ihrer Rückkehr stellte sich heraus, dass ihre Sippe in der Zwischenzeit durch einen Ausbruch der Cholera schwere Verluste erlitten hatte. 
Um 1857 schickten ihre Eltern die inzwischen dreizehnjährige Thocmetony und ihre Schwester Elma in den Haushalt von Major William Ormsby in Genoa, Nevada. Dort erlernten beide die englische Sprache sowie Lesen und Schreiben. Im Gegenzug halfen sie in Ormsbys Geschäft und Haushalt aus und leisteten seiner kleinen Tochter Gesellschaft. Möglicherweise nahm Thocmetony dort den Namen Sarah an. Trotz ihrer früheren Furcht vor den Weißen bewunderte sie deren Kenntnisse und Errungenschaften. Den Schlüssel dazu sah sie in der Bildung ihres Volkes. Sie und Elma blieben etwa ein Jahr bei den Ormsbys.
Im Herbst 1860 starb Sarahs Großvater Truckee. Auf dem Sterbebett benannte er seinen Schwiegersohn Winnemucca zum neuen Häuptling und bat seinen deutschen Freund Snyder, der bei den Paiute lebte, Sarah und ihre Schwester Elma in einer Klosterschule in San José unterzubringen. Obwohl Sarah die Zeit dort als stimulierend und lehrreich empfand, protestierten bald die weißen Eltern gegen die Anwesenheit zweier „Wilder“ und zwangen die Nonnen, die Schwestern wieder fortzuschicken. Einer Quelle zufolge heiratete sie Snyder im Jahr 1862. Er starb nach wenigen Jahren während eines Besuchs in Deutschland.

### Leben im Reservat

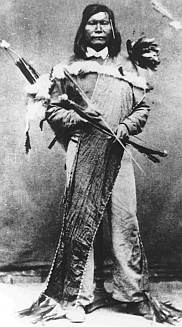
Sarah Winnemuccas Cousin Numaga

Durch die Entdeckung der Comstock Lode auf dem Gebiet der Paiute kam es zum Silberrausch in Nevada, was verstärkte Konflikte und Nahrungsknappheit zur Folge hatte. Die Schürfungen verscheuchten die Tiere, von deren Jagd das Überleben der Paiute abhing. Die Siedler holzten die Pinyon-Kiefern ab, deren Samen eine Hauptnahrungsquelle der Paiute darstellten, und ihr Vieh fraß die essbaren Gräser ab. In den Wintern 1858–1859 und 1859–1860 verhungerten und erfroren unzählige Stammesangehörige. Nach Entführung und Misshandlung zweier Paiute-Mädchen durch Weiße im Frühling 1860 brach der sogenannte Pyramid Lake War bzw. Paiute War aus. Sarah Winnemuccas Cousin Numaga konnte schließlich aushandeln, dass das Gebiet zwischen dem Pyramid Lake und dem Walker River für die Paiute reserviert wurde.
Im Jahr 1864 wurden Schienen für die Eisenbahn durch das Paiute-Gebiet verlegt, was noch mehr Jagdbeute vertrieb. Der Stamm hungerte. Sarah Winnemucca und ihr Vater reisten gemeinsam nach Virginia City, wo er die Einwohner um Hilfe bat. Dabei übersetzte sie das erste Mal für ihn. Durch die Einnahme einiger Spenden ermutigt, beschloss die Familie, durch die Städte zu reisen und auf der Bühne Szenen aus dem Leben der Paiute nachzuspielen, um Geld für den Stamm zu sammeln. Allerdings stellten diese Szenen eher stereotypische Vorstellungen über das Leben und die Kultur der Indianer dar und nicht die tatsächliche Lebensweise der Paiute. Als Häuptlingstochter erhielt Sarah den Bühnennamen „Prinzessin Sarah“.
In Virginia City waren die Aufführungen recht erfolgreich, während sich die Zeitungen in San Francisco über die „wilde königliche Familie“ lustig machten. Die tatsächliche Not der Paiute wurde von den meisten ignoriert, und der Erlös reichte bei weitem nicht aus, sie zu lindern. Der Stamm begann zu verelenden. Im März 1865 kam es nach einem angeblichen Viehdiebstahl der Paiute zu einem Massaker an Alten, Frauen und Kindern durch weiße Truppen, wobei selbst Säuglinge nicht verschont wurden. Dabei verlor Sarah Winnemucca ihre Mutter Tuboitonie, einen neugeborenen Bruder und ihre Schwester Mary.
Die Einweisung in Reservate, in denen die Paiute nicht mehr ihrer traditionellen Lebensweise nachgehen konnten, machte sie hochgradig abhängig von den Hilfsgütern der Regierung. Korrupte Indianeragenten verkauften die Güter und behielten die Profite für sich, so dass die Paiute nur einen Bruchteil von dem erhielten, was ihnen versprochen worden war. Immer wieder kam es zu willkürlichen Tötungen durch die Weißen, die nicht geahndet wurden, während der Widerstand der Paiute blutig niedergeschlagen wurde. Im Jahr 1868 drohte die Situation zu eskalieren. Kurz bevor die US-Army eingeschaltet wurde, konnte Sarah Winnemucca mit dem ihr wohlgesinnten Hauptmann Aaron Jerome aushandeln, dass 900 Paiute in sein Camp McDermit (später Fort McDermit) an der Grenze zu Oregon übersiedeln durften.

### Arbeit als Übersetzerin und Kundschafterin
Im Fort arbeitete Winnemucca in der Krankenstation und als bezahlte Übersetzerin, da sie fließend Englisch, Spanisch und mehrere Indianerdialekte sprach. In dieser Zeit schrieb sie mehrere Briefe an die Behörden, in denen sie die schlechte Behandlung ihres Volkes kritisierte. Da einige Briefe in lokalen Zeitungen abgedruckt wurden, erlangte sie bereits in dieser Zeit eine gewisse Berühmtheit und gab hin und wieder Interviews. Auch traf sie in Fort McDermit Edward Bartlett, den sie am 29. Januar 1871 heiratete. Die Eheschließung fand in Salt Lake City im Bundesstaat Utah statt, da in Nevada Heiraten zwischen Indianern und Weißen verboten waren. Bereits nach drei Wochen stellte sich ihr Mann jedoch als Alkoholiker heraus, der ihren Schmuck verprasste. Die beiden trennten sich nach kurzer Zeit und Winnemucca kehrte zurück nach Fort McDermit.

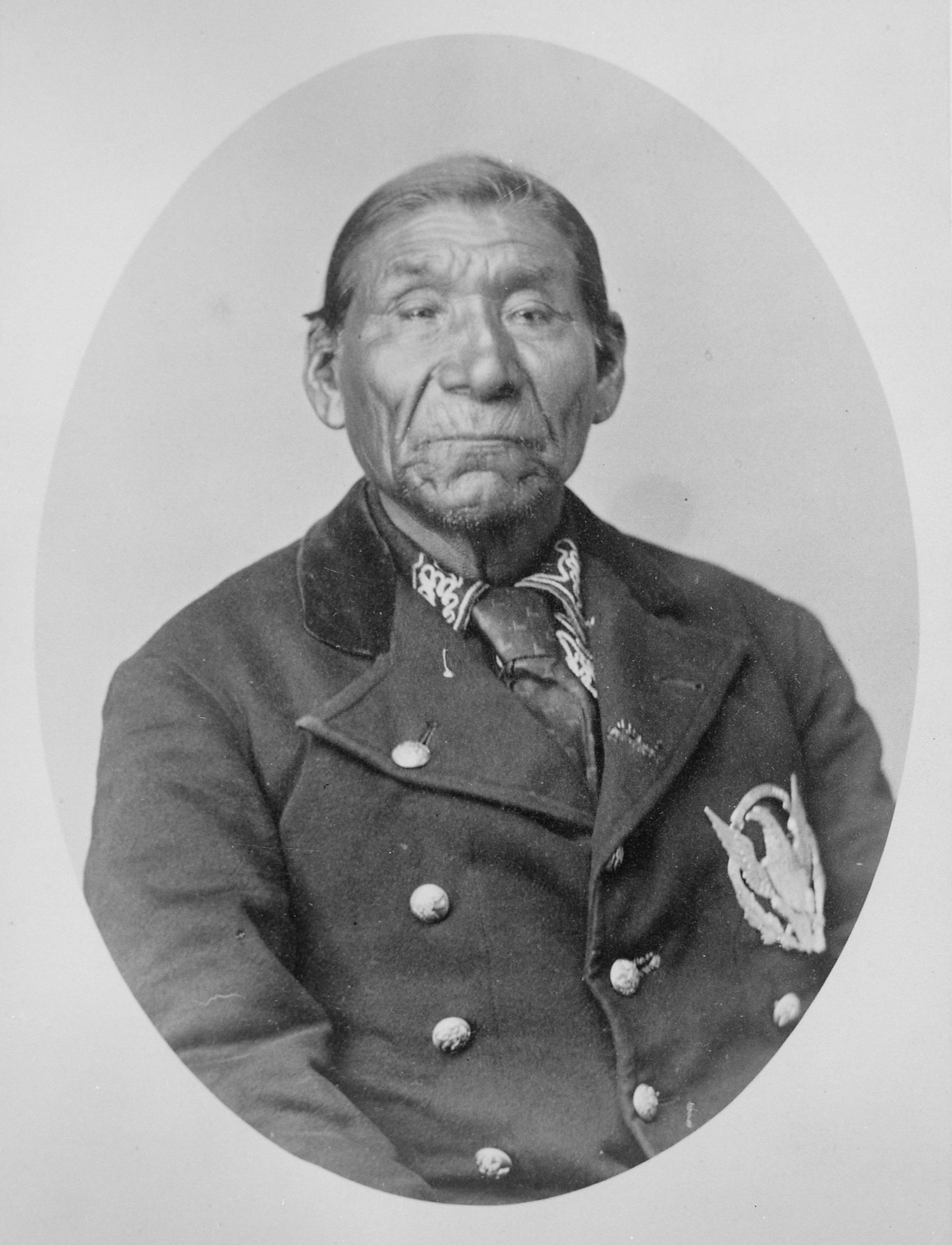
Häuptling Winnemucca, Vater Sarah Winnemuccas

Im Jahr 1874 zog Sarah Winnemucca zu ihrem Vater nach Oregon ins Reservat Malheur. Mit Unterstützung des rechtschaffenen Indianeragenten Samuel Parrish und dessen Schwägerin Annie Parrish unterrichtete sie in der neugegründeten Schule die Kinder der Paiute in englischer Sprache. 1876 wurde Parrish jedoch gegen den korrupten William Rinehart ausgetauscht, der den Paiute feindselig gegenüberstand. Er hielt die Hilfsgüter der Regierung zurück, schloss die Schule und verbannte Winnemucca, als sie gegen die schlechte Behandlung ihres Volkes protestierte. Am 13. November desselben Jahres heiratete sie Joseph Satwaller. Über die Dauer der Ehe ist nichts bekannt, allerdings nahm sie anschließend wieder ihren Mädchennamen an.
1878 kehrte sie nach Malheur zurück, als die Paiute sie um Hilfe baten. Ihre Hoffnung, nach Washington, D.C. reisen und mit dem Präsidenten sprechen zu können, wurde durch einen Kriegszug der Bannock zunichte. Ihr Vater und ihr Bruder Natchez saßen mit weiteren Paiute im Lager der Bannock fest. Winnemucca bot daraufhin der United States Army ihre Dienste als Übersetzerin und Kundschafterin an. Im Gegenzug sollten die Paiute von Vergeltungsschlägen ausgenommen werden und sie selbst 500 US-Dollar erhalten. Mit nur zwei Paiute als Begleitung reiste sie in das 354 Kilometer entfernte Lager der Bannock und verhalf insgesamt 75 Paiute zur Flucht. Ihr stolzer Vater berichtete seinem Stamm: „Von nun an werden wir zu ihr als unserem Häuptling aufsehen, denn keiner von uns ist so würdig, der Häuptling zu sein, wie sie.“ Während des restlichen Kriegszugs gegen die Bannock half sie der Armee als Kundschafterin und Fährtensucherin und wurde von den Weißen als Heldin gefeiert.
Nach dem Sieg über die Bannock machten die Weißen jedoch keinen Unterschied zwischen diesen und den neutralen Paiute und zwangen sie allesamt zur Umsiedlung in das Yakama-Reservat im Staat Washington. Bei dem 563 Kilometer langen Wintermarsch über die verschneiten Berge starben viele Kinder, junge Mütter und Alte. Einige Paiute begannen zu glauben, Winnemucca hätte sie an die Weißen verraten. Auch waren die Yakama ihnen feindlich gesinnt. Der vor Ort ansässige Agent verbot ihnen, das Reservat zu verlassen, und gab lediglich Hilfsgüter an zum Christentum konvertierte Indianer aus. Sarah Winnemucca entschied daher erneut, nach Washington, D.C. zu reisen und mit dem Präsidenten Rutherford B. Hayes zu sprechen.

### Rednerin und Autorin
Um sich auf eine Begegnung mit dem Präsidenten vorzubereiten, hielt Winnemucca im Jahr 1879 mehrere Vorträge in San Francisco. Darin plädierte sie dafür, ihrem Volk Bildung zukommen zu lassen, und kritisierte die Diskriminierung der Indianer. Ihre Eloquenz und ihr Charisma machten die Vorträge sehr populär und sie erhielt Einladungen, auch im Osten der Vereinigten Staaten zu sprechen. Der San Francisco Chronicle schrieb über sie:

„Sarah hat Entbehrungen erlebt und sich Gefahren gestellt, die wenige Männer bereit wären zu erdulden, doch verlor niemals ihre weiblichen Qualitäten. Sie spricht mit Kraft und Entschiedenheit und erzählt redegewandt von ihrem Volk. Ihre Mission, unternommen im Auftrag von Häuptling Winnemucca, ist ihren Stamm wieder in ihrer alten Heimat in Nevada zu versammeln, wo sie friedlichen Tätigkeiten nachgehen und sich verbessern können.“

Im Januar 1880 reiste sie mit Old Winnemucca, Natchez und dem Paiute Captain Jim nach Washington, D.C., wurde jedoch vom Präsidenten nur für einen Augenblick beachtet und vom Innenminister Carl Schurz mit leeren Versprechungen abgefertigt. Ein Grund hierfür war eine Schmutzkampagne ihres Feindes William Rinehart gegen sie, der mehrere Briefe nach Washington, D.C. schrieb und sie als Trinkerin und Prostituierte verleumdete. Allmählich richtete sich der Unmut der Paiute gegen Winnemucca. Man verdächtigte sie, mit den Weißen gemeinsame Sache zu machen, da sie deren Lebensart nach eigenen Angaben der ihres Volkes vorzog. Verletzt hielt sie ihnen Schurz’ Zusage entgegen und erwiderte:

„Ich habe alles zu eurem Wohl gesagt, was es zu sagen gab. Ich habe alles außer den Tod erlitten, um mit diesem Papier hierher zu kommen. Ich weiß nicht, ob es die Wahrheit spricht oder nicht. Ihr könnt über mich sagen, was ihr wollt. Ihr habt das Recht zu sagen, ich hätte euch verkauft. Es sieht tatsächlich so aus. Ich habe euch viele Dinge gesagt, die nicht meine eigenen Worte waren, sondern die Worte von Agenten und Soldaten. Ich habe niemals meine eigenen Worte zu euch gesprochen; es waren die Worte der Weißen, nicht meine.“

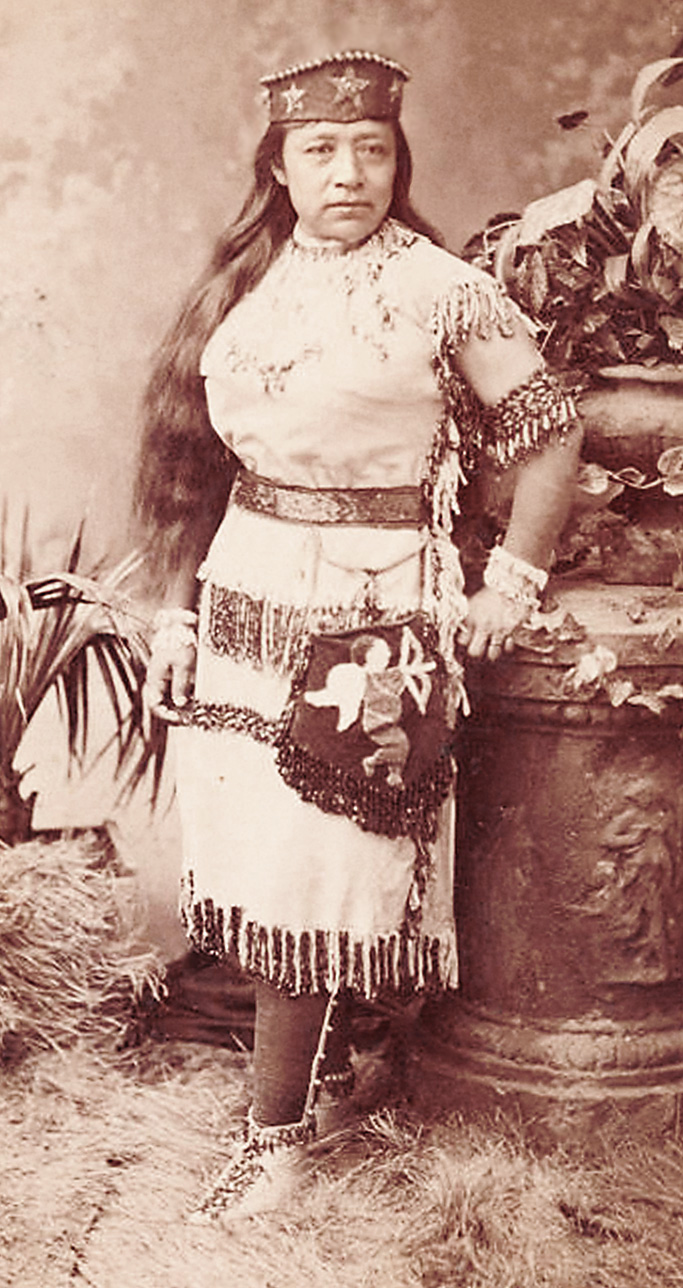
Sarah Winnemucca während ihrer Vortragsreihe in den 1880ern

Im Jahr 1881 reiste sie zu ihrer Schwester Elma nach Henry’s Lake und begegnete dort Lewis Hopkins, der ihr letzter Ehemann wurde, allerdings ihre Ersparnisse verspielte. In dieser Zeit starb ihr Vater in Kalifornien und Natchez wurde der neue Häuptling. Sarah Winnemucca entschied sich schließlich zu einer weiteren Vortragsreise, diesmal an der Ostküste der USA. Unterstützt von der  Pädagogin Elizabeth P. Peabody und deren Schwester Mary Mann hielt Winnemucca über dreihundert Vorträge in New York, Connecticut, Rhode Island, Maryland, Massachusetts und Pennsylvania. Dabei sammelte sie 5.000 Unterschriften für ihre Petition, den Indianern die US-Staatsbürgerschaft zu geben, was jedoch erst 1924 erfolgen sollte.
Mary Mann schlug Winnemucca vor, ein Buch über die Paiute zu schreiben, und bot sich als Korrektorin an. Ihr 1883 erschienenes Buch Life Among the Paiutes: Their Wrongs and Claims (deutsch: Leben der Paiute: Ihr Unrecht und ihre Ansprüche), veröffentlicht unter ihrem Ehenamen Sarah Winnemucca Hopkins, war das erste bekannte literarische Werk einer Indianerin. Es behandelte die Geschichte und Kultur der Paiute und war gleichzeitig Sarah Winnemuccas Autobiografie. In diesem Buch wurde die Kultur eines indianischen Stammes das erste Mal einer breiten Öffentlichkeit zugänglich und es gilt bis heute als „eines der nachhaltigsten, ethnogeschichtlichen Bücher, das von einer Indianerin geschrieben wurde“.
Historiker können einige Ungenauigkeiten bei Daten und Zahlen nachweisen. Auch verschwieg Winnemucca Ereignisse, die ein schlechtes Licht auf sie selbst und die Paiute warfen, was jedoch der oralen Tradition der Paiute entsprach, Begebenheiten auszuschmücken. Um die Verleumdungen ihrer Gegner zu neutralisieren, fügte sie eine Reihe Briefe und Empfehlungsschreiben von Armeeoffizieren und Bürgern Nevadas ein, die für ihren rechtschaffenen Charakter bürgten. Zu ihrem Unglück beging ihr Mann Lewis Hopkins mehrfachen Scheckbetrug, was ihren Ruf in Boston schwer beschädigte.

### Die letzten Jahre
1884 folgte eine weitere Vortragsreihe mit sechzig Veranstaltungen in Baltimore. Am 22. April 1884 sprach Sarah Winnemucca vor dem Kongress und plädierte dafür, ihrem Volk ein Stück Land am Pyramid Lake zu geben. Tatsächlich wurde am 6. Juli ein Gesetzesentwurf verabschiedet, der jeder Familie 160 Hektar Land in Nevada zusprach. Allerdings war das fruchtbare Land bereits unter den weißen Siedlern aufgeteilt, so dass lediglich karge Überreste für die Paiute blieben, die sich kaum bewirtschaften ließen. Doch nicht einmal dieser Entwurf wurde umgesetzt. Allmählich resignierte Winnemucca, da sie keine nennenswerten Verbesserungen für die Paiute erreichen konnte. Getrennt von Lewis Hopkins kehrte sie nach Nevada zurück, wo ihr jedoch sowohl ihr Volk als auch die Weißen misstrauten. Die Indianeragenten weigerten sich, sie im Reservat anzustellen, und ihre Vorträge zogen kaum Besucher an.
Im Frühling 1885 zog sie auf die Ranch ihres Bruders Natchez nahe bei Lovelock und gründete dort die Peabody Indian School – benannt nach Elizabeth P. Peabody, wo sie die Kinder der Paiute u. a. in Englisch unterrichtete. Im Gegensatz zu den offiziellen „Indianerschulen“ der Regierung waren die Kinder nicht gezwungen, ihre Kultur abzulegen, und wurden nicht auf Jahre hinweg von ihren Familien getrennt. Alice Chapin, eine Freundin Elizabeth Peabodys, stellte bei einem Besuch fest, dass die Kinder besser gebildet waren als weiße Gleichaltrige. Dennoch übten die Behörden Druck auf die Paiute aus, ihre Kinder auf die offiziellen Schulen zu schicken, und Lewis Hopkins steckte sich Hilfsgelder für die Schule in die eigene Tasche. Er starb schließlich an Tuberkulose.
Nach der Verabschiedung des Dawes Act im Jahr 1887, der die zwangsweise Beschulung der indigenen Kinder in Boarding Schools außerhalb der Reservate vorsah, musste Sarah Winnemucca die Schule schließen. Sie hatte gesundheitliche Probleme, litt an Rheumatismus und möglicherweise Malaria. Obendrein folgten viele Eltern ihrer Schüler mittlerweile der Geistertanzbewegung und sahen keine Notwendigkeit mehr, ihre Kinder auf die Schule zu schicken. Den Rest ihres Lebens verbrachte Winnemucca bei ihrer inzwischen verwitweten Schwester Elma in Idaho. Sie starb unerwartet am 16. Oktober 1892 beim Abendessen mit schweren Magenkrämpfen im Alter von 47 Jahren. Ihre Todesursache blieb ungeklärt. Der Arzt, der den Totenschein ausstellte, gab als Todesursache „zu viel Traubenkirschwein“ an, was ein Hinweis auf eine Lebensmittelvergiftung sein könnte. Die New York Times veröffentlichte am 27. Oktober ihre Todesanzeige auf der Titelseite und bezeichnete „Prinzessin Winnemucca“ als „die bemerkenswerteste Frau unter den Paiute von Nevada“.

## Nachruf
Bis weit nach ihrem Tod spaltete Sarah Winnemuccas Andenken die Gemüter. Trotz ihres Einsatzes für deren Rechte hatte sie die Bedingungen der Paiute nicht maßgeblich verbessern können. Da sie die Versprechungen der Weißen überbrachte, die anschließend nicht eingehalten wurden, verlor sie ihre Glaubwürdigkeit. Innerhalb ihres Volkes wurde ihr vorgeworfen, gemeinsame Sache mit den Weißen zu machen und sich für die Assimilation der Indianer einzusetzen. Für die Weißen wiederum verletzte Winnemucca das vom viktorianischen Zeitalter geprägte Frauenbild. Organisationen wie die Women’s National Indian Association verweigerten ihre Hilfe, da Winnemucca sich gegen die Christianisierung der Indianer aussprach. Zusätzlich machte sie sich durch ihre Anklagen viele Indianeragenten zu Feinden, die gezielt daran arbeiteten, ihren Einfluss zu untergraben und ihren Ruf zu beschädigen.
Erst in der Neuzeit erfuhr Winnemuccas Streben eine neue Deutung. Ihre Biografen führen an, dass es ihr in der damaligen Zeit schlichtweg unmöglich war, die politischen Gegebenheiten zugunsten der Indianer zu ändern. Obgleich eine begabte Rednerin und gebildeter als andere Paiute, war Winnemucca nicht sonderlich belesen und hatte keine Schule besucht. Somit war sie gezwungen, auf klassische Methoden der Paiute zurückzugreifen, wie die Überzeugung ihrer Zuhörer durch Vorträge, ohne wie die Weißen politisch geschickt agieren zu können. Dennoch gelang es ihr trotz dieser Einschränkungen, die weiße Öffentlichkeit auf die Notlage ihres Volkes aufmerksam zu machen und deren Kultur durch ihr Buch schriftlich zu bewahren. Auch wird anerkannt, dass sie mit ihren Ideen von der Selbstverwaltung der Reservate und der Beschulung indianischer Kinder an ihren eigenen Wohnorten ihrer Zeit voraus war. Anders als viele ihrer Zeitgenossen sah sie zwischen Weißen und Indianern keinen großen Unterschied, außer verschiedener Bräuche und unterschiedlichem Bildungsstand.
1993 wurde Sarah Winnemucca in die Nevada Writers Hall of Fame aufgenommen. 1994 wurde sie in die National Women’s Hall of Fame aufgenommen. Zu Ehren ihres Einsatzes für Bildung wurde eine Grundschule in Reno, Nevada, nach ihr benannt.
2005 wurde ihre Bronzestatue in der Emancipation Hall des United States Capitol Visitor Center enthüllt. Eine identische Statue befindet sich im Kapitol des Bundesstaats Nevada in Carson City. In seiner Rede anlässlich der Enthüllung erklärte Harry M. Reid: „Es wurde geschrieben, dass Sarah in dem Glauben starb, sie hätte nicht viel erreicht – nicht überzeugt, dass ihr Leben einen Unterschied machte. Ich denke, wenn sie uns heute sehen könnte, würde sie anders denken.“

## Werke
- 1883: Buch Life Among the Piutes: Their Wrongs and Claims. G.P Putnam’s Sons
- 1886: Pamphlet  Sarah Winnemucca’s Practical Solution to the Indian Problem.